# Kazushi Mitsuhira
Kazushi Mitsuhira (三平 和司 Mitsuhira Kazushi?, Kanagawa, 13 de enero de 1988) es un futbolista japonés que juega como delantero en el Ventforet Kofu de la J2 League.

## Trayectoria

### Clubes
| Club              | País  | Año       |
| ----------------- | ----- | --------- |
| Shonan Bellmare   | Japón | 2008      |
| Shonan Bellmare   | Japón | 2010      |
| Oita Trinita      | Japón | 2011-2012 |
| Kyoto Sanga F. C. | Japón | 2013-2014 |
| Oita Trinita      | Japón | 2015-2020 |
| Ventforet Kofu    | Japón | 2021-     |

## Estadística de carrera

### J. League
| Club            | Año   | J. League | J. League | Copa J. League | Copa J. League | Total | Total |
| Club            | Año   | Part.     | Goles     | Part.          | Goles          | Part. | Goles |
| --------------- | ----- | --------- | --------- | -------------- | -------------- | ----- | ----- |
| Shonan Bellmare | 2008  | 4         | 1         | -              | -              | 4     | 1     |
| Shonan Bellmare | 2010  | 9         | 1         | 6              | 1              | 15    | 2     |
| Oita Trinita    | 2011  | 23        | 5         | -              | -              | 23    | 5     |
| Oita Trinita    | 2012  | 39        | 14        | -              | -              | 39    | 14    |
| Kyoto Sanga FC  | 2013  | 38        | 7         | -              | -              | 38    | 7     |
| Kyoto Sanga FC  | 2014  | 28        | 6         | -              | -              | 28    | 6     |
| Oita Trinita    | 2015  | 30        | 4         | -              | -              | 30    | 4     |
| Oita Trinita    | 2016  | 15        | 10        | -              | -              | 15    | 10    |
| Oita Trinita    | 2017  | 33        | 5         | -              | -              | 33    | 5     |
| Total           | Total | 219       | 55        | 6              | 1              | 225   | 56    |

## Palmarés

### Títulos nacionales
| Título             | Club           | País  | Año  |
| ------------------ | -------------- | ----- | ---- |
| Copa del Emperador | Ventforet Kofu | Japón | 2022 |